# شعير قرن الماعز
شعير قرن الماعز (الاسم العلمي: Hordeum aegiceras) هي نوع نباتي يتبع جنس الشعير من الفصيلة النجيلية.  